# Ace Atkins
Ace Atkins (28 de juny de 1970) és un periodista i autor americà. Atkins va treballar com a periodista sobre temes criminals a la sala de redacció de The Tampa Tribune abans de publicar la seva primera novel·la, Crossroad Blues, el 1998. Es va convertir en un novel·lista a temps complet als 30 anys.

## Novel·les

### Nick Travers
1. Crossroad Blues (1998)[2]
2. Leavin' Trunk Blues (2000)[3]
3. Dark End of the Street (2002)[4]
4. Dirty South (2004)[5]

### Quinn Colson
1. The Ranger (2011)[6][7][8][9]
2. The Lost Ones (2012)[10][11]
3. Broken Places (2013)[12]
4. The Forsaken (2014)[13]
5. The Redeemers (2015)[14]
6. The Innocents (2017)[15]
7. The Fallen (2017)[16]
8. The Sinners (2018)[17]
9. The Shameless (2019)[18]
10. The Revelators (2020)[19]
11. The Heathens (2021)[20]

### Robert B. Parker's. Spenser
Per consultar les novel·les protagonitzades per Spenser del 1 al 41, veure Robert B. Parker.
1. Robert B. Parker's. Lullaby (2012)[21]
2. Robert B. Parker's. Wonderland (2013)[22]
3. Robert B. Parker's. Cheap Shot (2014)[23]
4. Robert B. Parker's. Kickback (2015)[24]
5. Robert B. Parker's. Slow Burn (2016)[25]
6. Robert B. Parker's. Little White Lies (2017)[26]
7. Robert B. Parker's. Old Black Magic (2018)[27]
8. Robert B. Parker's. Angel Eyes (2019)[28]
9. Robert B. Parker's. Someone to Watch Over Me (2020)[29]
10. Robert B. Parker's. Bye Bye Baby (2021)[30]

### Altres
- White Shadow (2006) 400 pàgines ISBN 0-425-23054-6[31]
- Wicked City (2008) 368 pàgines ISBN 0-425-22707-3[32]
- Devil's Garden (2009) 368 pàgines ISBN 0-399-15536-8[33]
- Infamous (2010) 416 pàgines ISBN 0-399-15630-5[34]